# Matías Fernández (ur. 1986)
Matías Ariel Fernández Fernández (ur. 15 maja 1986 w Caballito) – chilijski piłkarz argentyńskiego pochodzenia występujący na pozycji pomocnika w meksykańskim klubie Necaxa oraz w reprezentacji Chile.

## Kariera klubowa
Fernández urodził się w Buenos Aires, w Argentynie. Jego matka Mirtha pochodzi z Argentyny, a jego ojciec Humberto jest Chilijczykiem. Gdy Matías miał 4 lata rodzina przeniosła się do Chile, do miasta La Calera. Dlatego też Matías uważa się za Chilijczyka, gdyż nie pamięta swoich pierwszych lat dzieciństwa spędzonych w Argentynie.
Mając 12 lat Fernández trafił do juniorów zespołu Colo-Colo ze stolicy kraju Santiago. Do pierwszej drużyny trafił w 2004 roku w wieku 18 lat i 1 sierpnia tamtego roku zadebiutował w Primera División, w wygranych 1:0 derbach z wielkim rywalem Colo-Colo, Club Universidad de Chile. Tydzień później w meczu z Cobresal zdobył 2 gole. W tym samym sezonie Matías zdobył spektakularnego gola w meczu z CD O’Higgins, gdy wymanewrował rywali biegnąc z piłką niemal od własnego pola karnego. Gol ten spowodował, iż stał się ulubieńcem fanów Colo-Colo. W całym turnieju Clausura zdobył 8 goli i został uznany Najlepszym Młodym Piłkarzem Sezonu w Chile. W sezonie 2005 doszedł z Colo-Colo do ćwierćfinału, a jego klub odpadł po meczu z Deportes La Serena. Dużo lepiej poszło Colo-Colo z Fernándezem w składzie w kolejnym sezonie. Zespół po raz 24 w historii wygrał fazę Apertura, a następnie dotarł do finału Copa Sudamericana, w którym przegrał po dwumeczu z meksykańskim klubem CF Pachuca. Na koniec sezonu Fernández pomógł Colo-Colo w wygraniu fazy Clausura, a za swoją postawę został uhonorowany nagrodą dla Najlepszego Piłkarza Ameryki Południowej roku 2006.
18 października 2006 Fernández podpisał kontrakt z zespołem hiszpańskiej Primera División, Villarrealem. Suma transferu wyniosła 8,7 miliona euro, a klauzula odejścia wynosiła 50 milionów euro. Chilijskim pomocnikiem interesowały się również Chelsea F.C. i Real Madryt, jednak Fernández wybrał właśnie Villarreal, między innymi ze względu na trenera tego zespołu, jego rodaka, Manuela Pellegriniego. Do Villarrealu przybył 27 grudnia, a 7 stycznia 2007 zadebiutował w Primera División, w przegranym 0:1 domowym meczu z Valencią.
Latem 2009 Fernández za 3,65 miliona euro odszedł do Sportingu CP. Z nowym klubem podpisał 4-letnią umowę. W barwach portugalskiego klubu w 69 meczach zdobył 12 bramek.
Gdy latem 2012 został mu rok kontraktu działacze, Sportingu postanowili go sprzedać. Na poważną ofertę nie musieli zbyt długo czekać. Sprzedali go do Fiorentiny za około 4 mln euro.

## Kariera reprezentacyjna
Fernández ma za sobą występy w młodzieżowych reprezentacjach Chile, zarówno U-17 jak i U-20. W 2005 roku był kapitanem zespołu na Młodzieżowych Mistrzostwach Świata w Holandii. Tam zagrał w 4 meczach i zdobył 1 gola w wygranym 7:0 meczu z Hondurasem. Chile wyszło wówczas z grupy, ale w 1/8 finału przegrało z gospodarzami turnieju, Holandią, 0:3.
W pierwszej reprezentacji Chile Fernández zadebiutował 13 października 2005 w zremisowanym 0:0 meczu z Ekwadorem, rozegranym w ramach eliminacji do Mistrzostw Świata w Niemczech. W 69. minucie meczu zmienił Luisa Jiméneza. W meczu z Peru (3:2) Fernández zdobył 2 bramki, a z Wenezuelą (1:0 w 2007 roku) 1 gola.

## Statystyki kariery
| Sezon   | Klub               | Kraj       | Rozgrywki        | Mecze | Bramki |
| ------- | ------------------ | ---------- | ---------------- | ----- | ------ |
| 2004    | Colo-Colo Santiago | Chile      | Primera División | 12    | 8      |
| 2005    | Colo-Colo Santiago | Chile      | Primera División | 29    | 9      |
| 2006    | Colo-Colo Santiago | Chile      | Primera División | 30    | 20     |
| 2006/07 | Villarreal CF      | Hiszpania  | Primera División | 20    | 1      |
| 2007/08 | Villarreal CF      | Hiszpania  | Primera División | 29    | 3      |
| 2008/09 | Villarreal CF      | Hiszpania  | Primera División | 21    | 3      |
| 2009/10 | Sporting CP        | Portugalia | Liga Sagres      | 28    | 3      |
| 2010/11 | Sporting CP        | Portugalia | Liga Sagres      | 21    | 5      |
| 2011/12 | Sporting CP        | Portugalia | Liga Sagres      | 20    | 4      |
| 2012/13 | ACF Fiorentina     | Włochy     | Serie A          | 22    | 1      |

## Sukcesy
Colo-Colo
- Mistrzostwo Chile: Apertura 2006, Clausura 2006

Sporting
- Finalista Pucharu Portugalii: 2011/12

Fiorentina
- Finalista Pucharu Włoch: 2013/14

Chile
- Copa América: 2015

Indywidualne
- Najlepszy piłkarz Ameryki Południowej: 2006